# آیت تملیل
ایت تملیل (به فرانسوی: Ait Tamlil) یک منطقهٔ مسکونی در مراکش است که در تادله ازیلال واقع شده‌است.

## خصوصیات
ایت تملیل ۱۸٬۷۲۰ نفر جمعیت دارد.